# آستین سیتی لیمیتز
آستین سیتی لیمیتز (به انگلیسی: Austin City Limits) مشهور به ACL، یکی از فستیوالهای موسیقی مهم در آستین، تگزاس است.
این فستیوال فرهنگی در سال ۱۹۷۶ تأسیس گردید و همه ساله از طریق پخش مستقیم شبکه‌های عمومی همچون پی بی اس به آمریکاییان عرضه می‌گردد.
بیل آرهوس (انگلیسی: Bill Arhos) موسیقیدان آمریکایی و بنیانگذار این گروه در ۱۱ آوریل ۲۰۱۵ در سن ۸۰ سالگی بر اثر بیماری قلبی درگذشت.

## نگارخانه

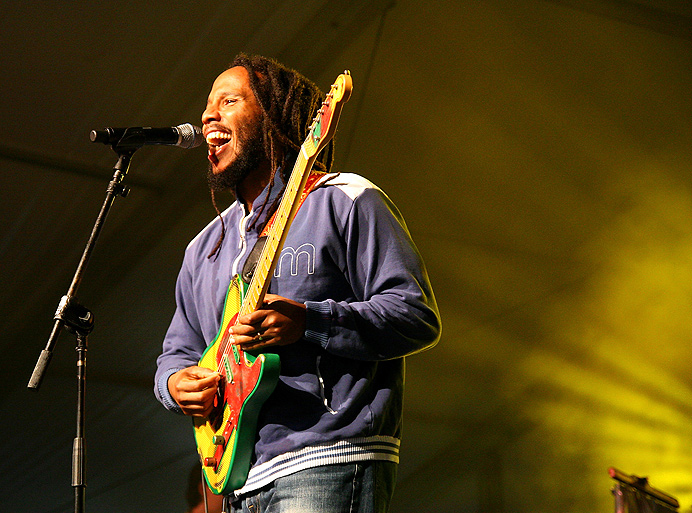
زیگی مارلی
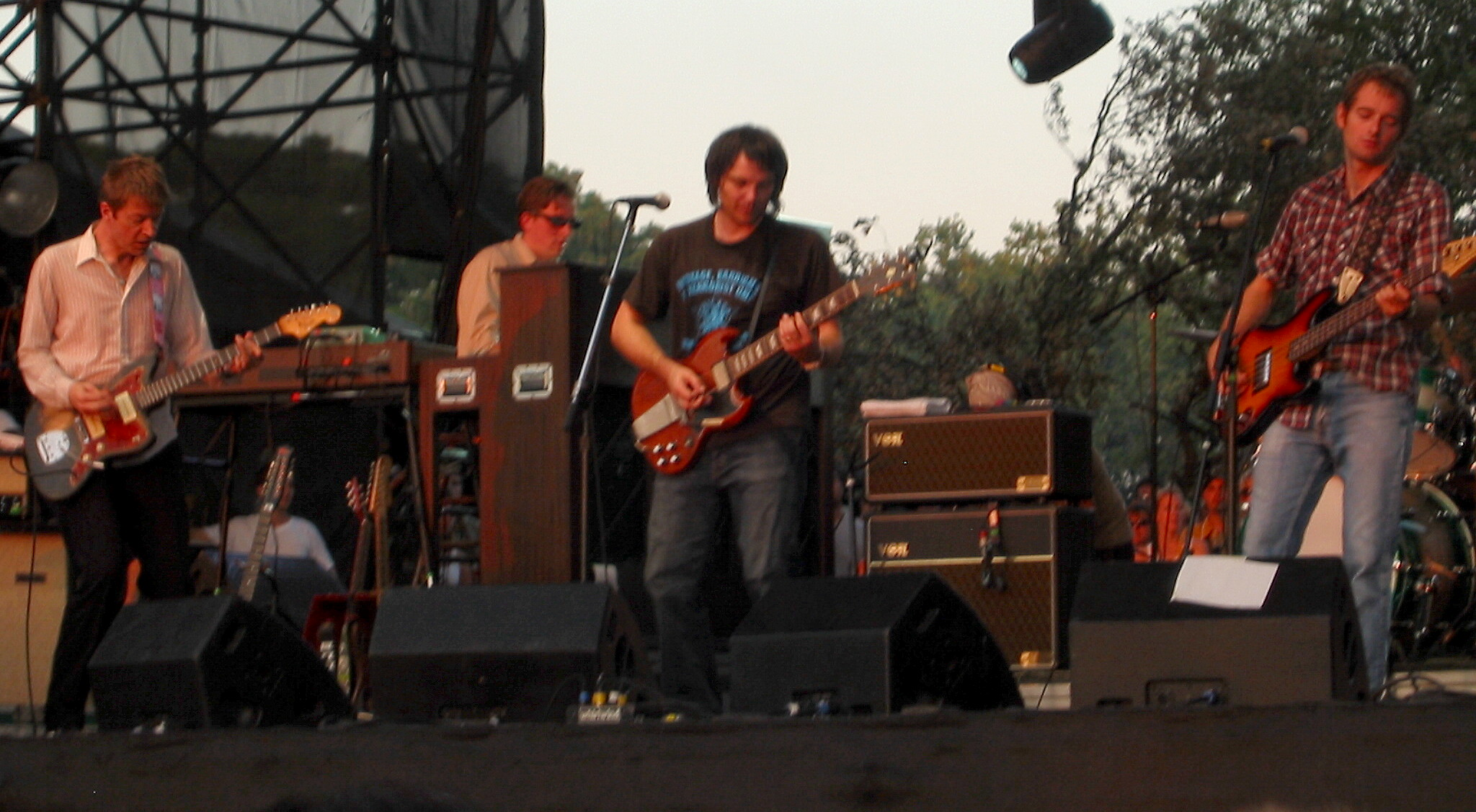
ویلکو
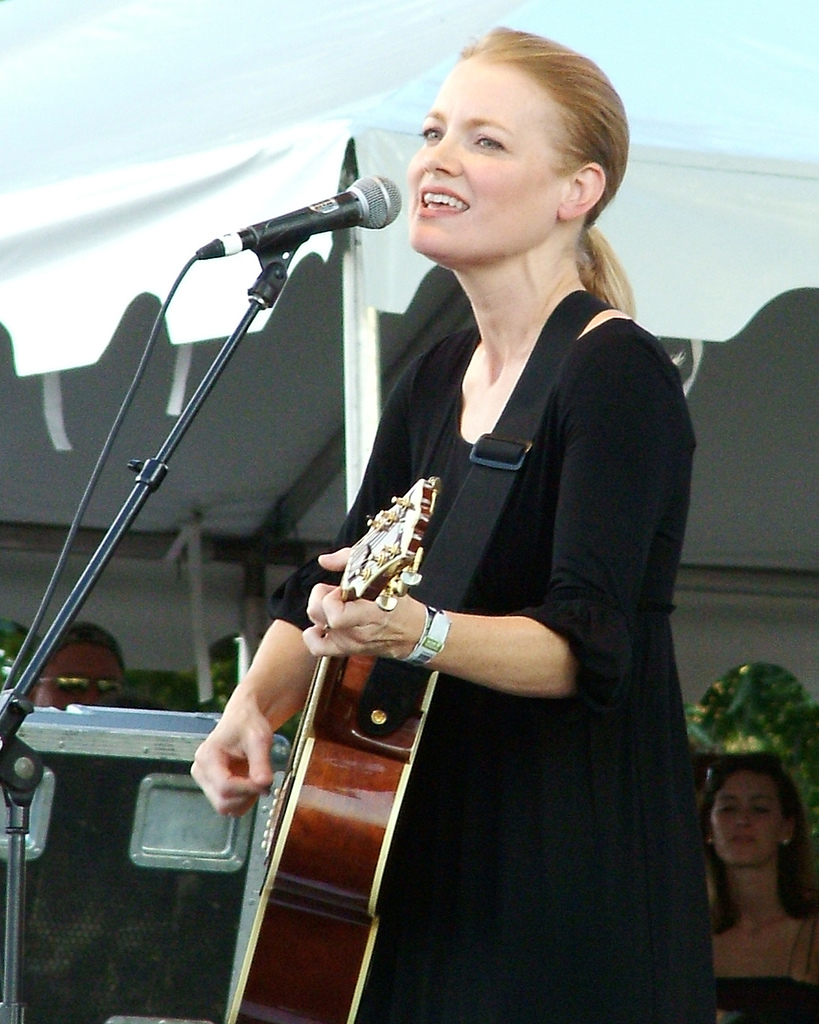
کلی ویلیس
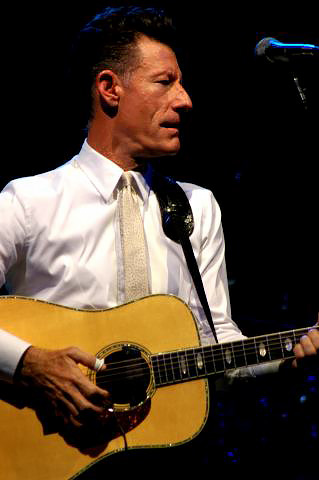
لایل لاوت